# Efraín Rocha Vega
Efraín Rocha Vega es un político mexicano, miembro del partido Movimiento Regeneración Nacional, es diputado federal para el periodo de 2018 a 2021.

## Biografía
Efraín Rocha Vega es ingeniero agrónomo fitotecnista egresado de la Universidad Autónoma de Chihuahua, se ha especializado en apicultura, ejerciendo dicha actividad tanto como actividad profesional, como docente e investigador de la misma. Ocupando del cargo de presidente de la Asociación de Apicultores de Cuauhtémoc, Chihuahua de 1995 a 2018.
Ha sido docente del Centro de Bachillerato Tecnológico Agropecuario (CBTA) y del Centro de Capacitación para el Trabajo del estado de Chihuahua. De 1982 a 1992 se desempeñó además como inspector de campo del Banco Nacional de Crédito Rural (BANRURAL).
De 2014 a 2016 fue presidente del comité estatal de Morena en Chihuahua, y de 2013 a 2014 encabezó el comité municipal del mismo partido en Cuauhtémoc.
En 2018 fue elegido diputado federal por la vía plurinominal a la LXIV Legislatura que culminará en 2021. En la misma es secretario de la comisión de Desarrollo y Conservación Rural, Agrícola y Autosuficiencia Alimentaria, miembro de la comisión de Ganadería, y de la comisión de Medio Ambiente, Sustentabilidad, Cambio Climático y Recursos Naturales.